# クリスマスホラー

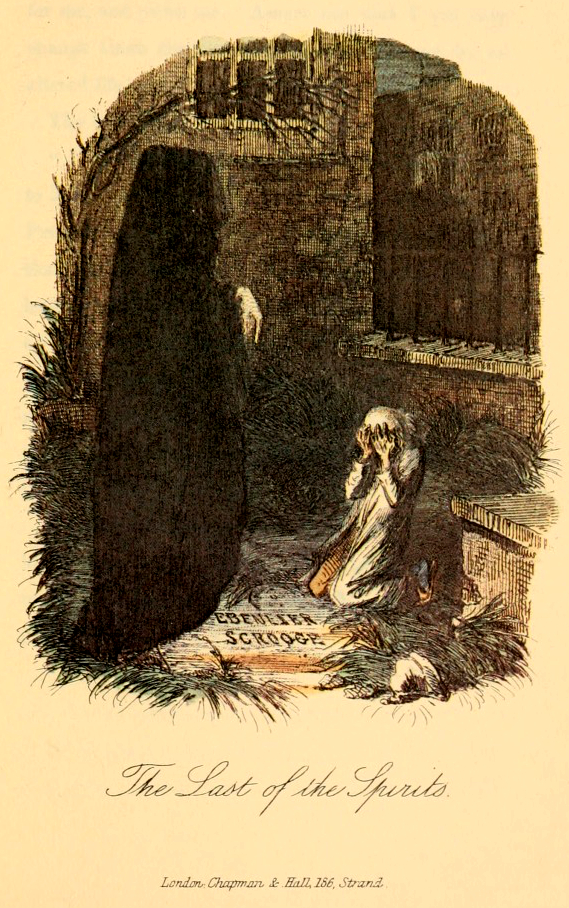
『クリスマス・キャロル』より、未来の精霊を前におびえるエベニーザ・スクルージ

クリスマス・ホラー（Christmas horror） はホリデイ・ホラーのサブジャンルであり、クリスマスに起こる恐怖の出来事を描いたものである。

## 歴史
イギリスにおいて、このジャンルは、古代から続く 冬至のお祝いの一環として今日まで続いている。「ハリウッド・リポーター」によると、古来より冬は死、春は再生とそれぞれ結び付けられており、このジャンルの先祖としてウィリアム・シェイクスピアの戯曲『冬物語』（1623年）を挙げている。
チャールズ・ディケンズの『 クリスマス・キャロル』（1843年）はこのジャンルの先行例であり、英国映画協会 は冬の行事とこのジャンルが永遠に結び付けられた瞬間だとしている なお、ディケンズは『信号手』（1866年）など、他の季節を題材とした怪談 も発表している。
1990年代初頭、モンタギュウ・ロウズ・ジェイムズ は恒例行事であるクリスマスの余興として友人たちの前で読み上げるための怪談を執筆していた 。
1954年にアメリカの漫画出版社ECコミックから発行されたVault of Horrorの "...And All Through the House"という巻では、サンタクロースに扮した殺人鬼が登場する
一方、ホラー映画においてクリスマスを題材とした例は1900年代初頭に存在しており、以降もラディスラフ・スタレヴィッチの Christmas Eve (1913), ヴィクトル・シェストレムの『霊魂の不滅』 (1921)、そしてクリスチャン＝ジャックの『サンタクロース殺人事件』(1941)といった作品が上映された
1970年代、BBCはジェイムズの短編をドラマ化したA Ghost Story for Christmasを放送した。 その後、クリストファー・リー による朗読を目玉としたChristopher Lee's Ghost Stories for Christmas や、そのリメイクである Ghost Story for Christmasが放送され、どちらも2000年代初頭まで放送が続いた。
1970年代にはこのジャンルの映画がたくさん出てくるようになり、物議をかもした 。
『誰がルーおばさんを殺したか?』（1971年）や 『聖し血の夜』（1972年）など、現代的なクリスマスホラーが出てきたのもこのころである 。1972年には前述の"...And All Through the House"をはじめとするCコミックの作品を映像化したオムニバス映画『魔界からの招待状 』公開された 。1974年の『暗闇にベルが鳴る』はクリスマスホラーに影響を与えた古典作品として知られており、Stephen Throwerはこの作品が『ハロウィン』(1978年)に影響を与えたとみている。このジャンルは1970年代後半から80年代前半にかけてスラッシャー映画が粗製乱造されたことで勢いをなくしたが、 1984年に公開された『グレムリン』と『悪魔のサンタクロース 惨殺の斧』により復活し、1980年代後半から(少なくとも)2010年代ごろまで人気を博したとされている。

## 特徴
このジャンルは地域の行事への期待感と恐怖の両方を取り扱っており、降雪や音楽などでノスタルジックなクリスマスらしさを演出すると同時に、忍び寄る恐怖も描いている。
このジャンルでは、中央ヨーロッパの クランプス やペルヒタ 、アイスランドの Grylaといったサンタクロースの仲間であるお仕置役、南ヨーロッパのカリカンジャロスといったクリスマスに混乱をもたらす者などが取り上げられることがある。また、サンタクロースに扮した殺人鬼が出てくることはよくあるが、サンタクロース自身が暴力をふるうケースはまれである。

## 論争
（同じ年に『クリスマスまで開けないで/サンタクロース殺人事件』というホラー映画が公開されていたにもかかわらず）『悪魔のサンタクロース 惨殺の斧』が公開された1984年の時点において、ホラー、とりわけ スラッシャー映画は批評家受けが悪く、同作も凶悪なサンタクロースが「君が悪い子にしてたのはお見通しさ」（ "He knows when you've been naughty!"）というキャッチコピーがきっかけで反感を呼んだ。 同作は、MPAAの承認（ Motion Picture Association's advertising code administration ）が通るまでに6回CMを作り直すこととなった。
また、クリスマス、それもサンタクロースを前面に押し出したホラー映画というのも当時としては珍しかった。Fangoria の編集者Michael Gingold,は「次から次へとクリスマスへの恨みが飛び出してくる」（ "in scene after scene, demonstrates a hatred for Christmas"）と書いている。